# Богданов Григорій Богданович
Григорій Богданович Богданов (22 січня (4 лютого) 1910 — 1 жовтня 1943) — командир 2-го стрілецького батальйону 385-го стрілецького полку 112-ї Рильської стрілецької дивізії 60-ї армії Центрального фронту, старший лейтенант. Герой Радянського Союзу (17.10.1943 посмертно).

## Біографія
Григорій Богданович Богданов народився у селі Мартюші (нині Городоцький район Вітебської області). Жив і працював у Вітебську. У 1932 році призваний до Червоної Армії. 1938 року закінчив курси молодших лейтенантів. Під час Великої Вітчизняної війни з грудня 1941 року на Західному, Воронезькому та Центральному фронтах.
Командир батальйону старший лейтенант Григорій Богданов відзначився у вересні 1943 року в боях на північ від Києва: під час форсування річки Дніпро. Батальйон з ходу форсував Десну, підійшов до Дніпра і форсував його, захопив плацдарм, відбив 10 контратак противника, зайняв два населені пункти і утримував їх до підходу підкріплення. Григорія Богданова було смертельно поранено у бою 1 жовтня 1943 року.